# Monte Poggiolo
El Monte Poggiolo (212 m s. n. m.) es una colina perteneciente a los Apeninos emilianos. Ubicada en el municipio de Castrocaro Terme e Terra del Sole, a diez kilómetros de Forlì, a la izquierda orográfica del río Montone, la altura es importante por la presencia, en su cumbre, de un antiguo castillo medieval, conocida como rocca di Monte Poggiolo. El castillo, actualmente propiedad privada, está en espera de un proyecto de restauración.
A poca distancia del castillo, en la localidad de Ca' Belvedere, han sido hallados desde 1983 miles de restos líticos, de una antigüedad de alrededor de ochocientos mil años, considerados de gran importancia para el conocimiento de la Italia Paleolítica.